# 2005년 벤쿠버 국제 영화제
제24회 벤쿠버 국제 영화제는 2005년 9월 29일에 열린 시상식이다.

## 수상 및 후보

### 캐나다영화인기상
- 이브 앤 더 파이어 호스 - Julia Kwan 수상

### 용호상
- 옥시하이드 - 리우 지아 인 수상

### 국제영화인기상
- LIVE AND BECOME - Rahu Mihaileanu 수상

### 국제영화위원회상
- A PARTICULAR SILENCE - Stefano Rulli 수상

### Citytv서부캐나다장편상
- 루시드 - 숀 게리티 수상

### Bravo!FACT상
- PATTERNS - Jamie Travis 수상